# テトラメチルベンゼン
テトラメチルベンゼン（英: Tetramethylbenzenes）は、ベンゼン環の水素原子6つのうち4つがメチル基に置き換わった芳香族炭化水素である。メチル基の位置により下記の3種類の異性体があり、いずれも化学式C10H14、分子量は134.22g mol−1である。
| テトラメチルベンゼン |                              |                              |                              |
| IUPAC名              | 1,2,3,4-テトラメチルベンゼン | 1,2,3,5-テトラメチルベンゼン | 1,2,4,5-テトラメチルベンゼン |
| 慣用名               | プレーニテン                 | イソデュレン                 | デュレン                     |
| 構造式               |                              |                              |                              |
| CAS番号              | 488-23-3                     | 527-53-7                     | 95-93-2                      |

## その他のメチルベンゼン
1. トルエン（メチルベンゼン）
2. キシレン（ジメチルベンゼン）
3. トリメチルベンゼン
4. テトラメチルベンゼン
5. ペンタメチルベンゼン
6. ヘキサメチルベンゼン